# La pasión turca
La pasión turca és una pel·lícula dirigida i adaptada per Vicente Aranda i protagonitzada per Ana Belén, basada en la novel·la homònima de Antonio Gala editada per Planeta. Hi destaca la música original composta per José Nieto, guanyadora del Premi Goya a la millor banda sonora.
Amb un grandíssim èxit de públic, va tenir aproximadament 1.240.000 espectadors, i va recaptar un total de 3.777.123,14 euros. Formà part de la selecció oficial del 19è Festival Internacional de Cinema de Moscou.

## Argument
Desideria (Ana Belén), és una dona de trenta anys que decideix anar amb els seus amics i amb el seu marit d'excursió a Turquia. El seu matrimoni, enterament convencional, la neguiteja, perquè sempre va imaginar una vida diferent.
Allí Desi s'enamorarà perdudament de Yamam (George Corraface), el guia del grup en el qual viatgen. Desi, apassionada, cerca en Yamam la seva redempció i supervivència, fins al punt d'abandonar-ho tot a Espanya per a anar-se'n amb ell. Gala narra la tortuosa passió i vida de Desi amb Yaman.

## Repartiment
- Ana Belén - Desideria
- Georges Corraface - Yaman
- Ramon Madaula - Ramiro
- Sílvia Munt - Laura
- Helio Pedregal - Arturo
- Blanca Apilánez - Felisa
- Francis Lorenzo - Marcelo
- Loles León - Paulina

## Curiositats
- Està basat en la novel·la homònima de Antonio Gala.
- Aquesta pel·lícula és si no el major, un dels majors èxits cinematogràfics d'Ana Belén, qui realitza una de les millors interpretacions de la seva carrera, recompensada amb una nominació al Goya i premis com la Rosa de Sant Jordi o el Fotogramas de Plata per votació dels lectors.[3]
- Es rumoreja que una dona a Lleida va ser la veritable inspiració literària d'Antonio Gala. Això va donar lloc amb posterioritat a nombroses polèmiques.
- Antonio Gala no va estar gens d'acord amb certes escenes, no va treballar a la pel·lícula i va discrepar amb el final, que és totalment diferent del de la novel·la. Encara que es va rodar també el final d'Antonio Gala, aquells a qui es va demanar opinió es van decantar pel final de Vicente Aranda.[4][5]
- La pel·lícula té un alt contingut eròtic i, curiosament, en algunes de les escenes de sexe, el llit es trobava situat en disposició vertical, una cosa molt comuna al cinema de Vicente Aranda.

## Premis i candidatures
IX Premis Goya
| Categoria                        | Persona                               | Resultat  |
| -------------------------------- | ------------------------------------- | --------- |
| Millor director                  | Vicente Aranda                        | Nominat   |
| Millor actriu protagonista       | Ana Belén                             | Nominada  |
| Millor actriu de repartiment     | Sílvia Munt                           | Nominada  |
| Millor guió adaptat              | Vicente Aranda                        | Nominat   |
| Millor música original           | José Nieto                            | Guanyador |
| Millor fotografia                | José Luis Alcaine                     | Nominat   |
| Millor direcció artística        | Josep Rosell i Palau                  | Nominat   |
| Millor direcció de producció     | José Luis Escolar                     | Guanyador |
| Millor disseny de vestuari       | Nereida Bonmatí                       | Nominada  |
| Millor maquillatge i perruqueria | Juan Pedro Hernández Manolo Carretero | Nominats  |
| Millor so                        | Gilles Ortion Ricard Casals           | Nominats  |

Medalles del Cercle d'Escriptors Cinematogràfics de 1994
| Categoría     | Persona    | Resultado |
| ------------- | ---------- | --------- |
| Millor música | José Nieto | Guanyador |